# NGC 5345
NGC 5345 (również PGC 49415 lub UGC 8820) – galaktyka spiralna (Sa), znajdująca się w gwiazdozbiorze Panny. Odkrył ją William Herschel 15 kwietnia 1787 roku. Jest to galaktyka z aktywnym jądrem typu LINER.